# Валок (село)
Вало́к (укр. Валок) — село, Валковский сельский совет,
Полтавский район,
Полтавская область,
Украина. Так же распространено название села как Валки. Метрические книги по селу хранятся в Ф.1530 О.2 Черниговского архива Украины.
Код КОАТУУ — 5324080301. Население по переписи 2001 года составляло 262 человека.
Является административным центром Валко́вского сельского совета, в который, кроме того, входят сёла
Каплуновка,
Лозовка и
Очкановка.

## Географическое положение
Село Валок находится в 2-х км от левого берега реки Ольховая Голтва,
на расстоянии в 1,5 км от сёл Очкановка, Каплуновка и Лозовка.
По селу протекает пересыхающий ручей с запрудой.

## Объекты социальной сферы
- Школа I—IIІ ст.